# أبو ديس
أبو ديس بلدة فلسطينية تقع شرق القدس وملاصقة بها، تبتعد حدودها الغربية عن المسجد الأقصى نحو 2 كم فقط، يفصل جدار الفصل العنصري بينها وبين مركز مدينة القدس؛ لذلك تقع في نطاق الضفة الغربية وهي تتبع محافظة القدس. منذ عام 1995 وهي تصنف كمنطقة «ب» حسب الأقسام إدارية لاتفاق أوسلو[بحاجة لمصدر]، ويملك الفلسطينيون نحو 27,869 دونم من أراضيها ويملك الإسرائيليون المحتلون نحو 339 دونم حتى عام 1999 وقد زاد هذا الرقم كثيراً حتى أصبحت مستوطنة معاليه أدوميم الصهيونية المحاذية للبلدة أكبر من بلدتي أبوديس والعيزرية معاً.

## تاريخ

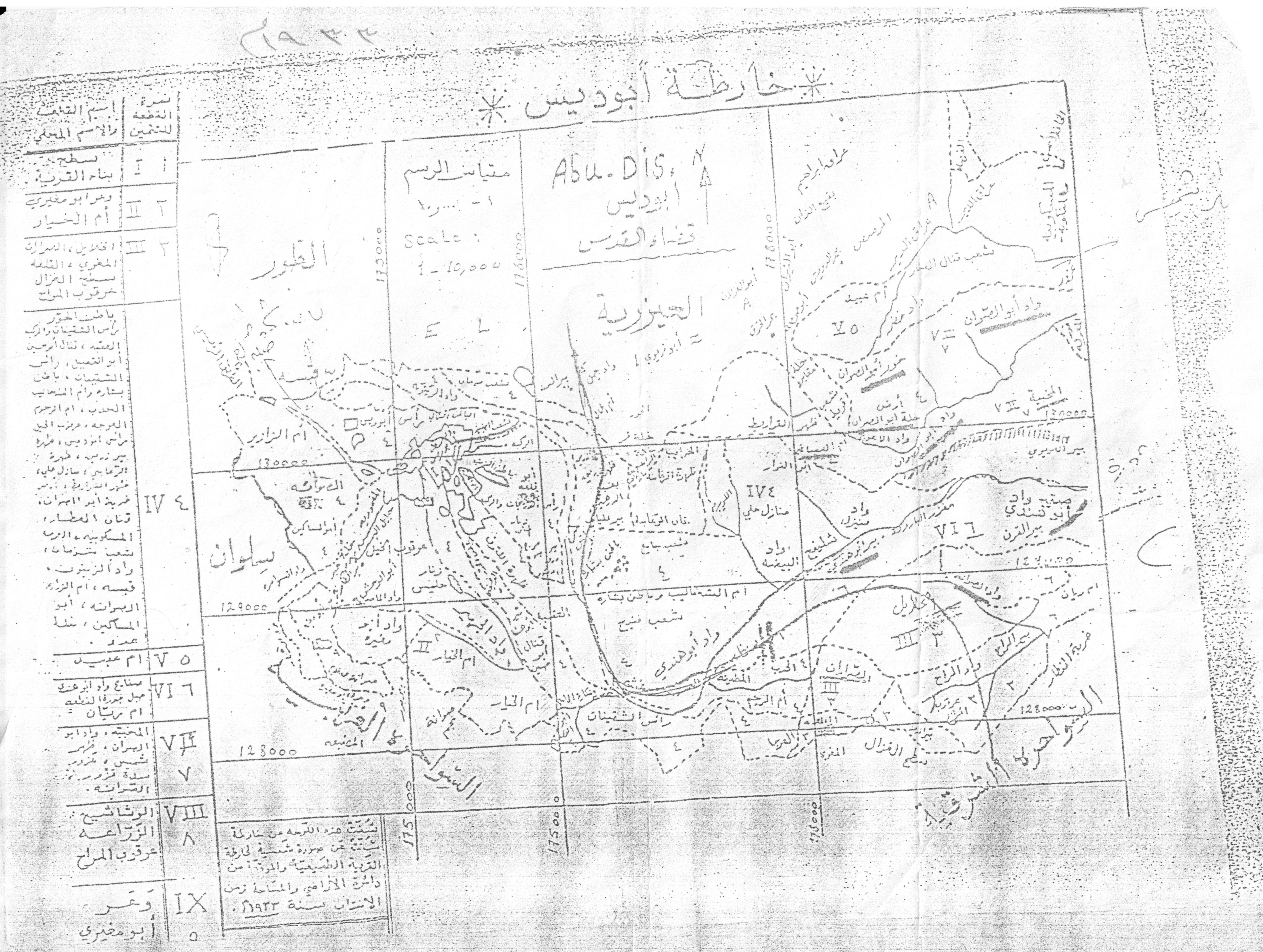
خارطة أبوديس، عام 1933 م

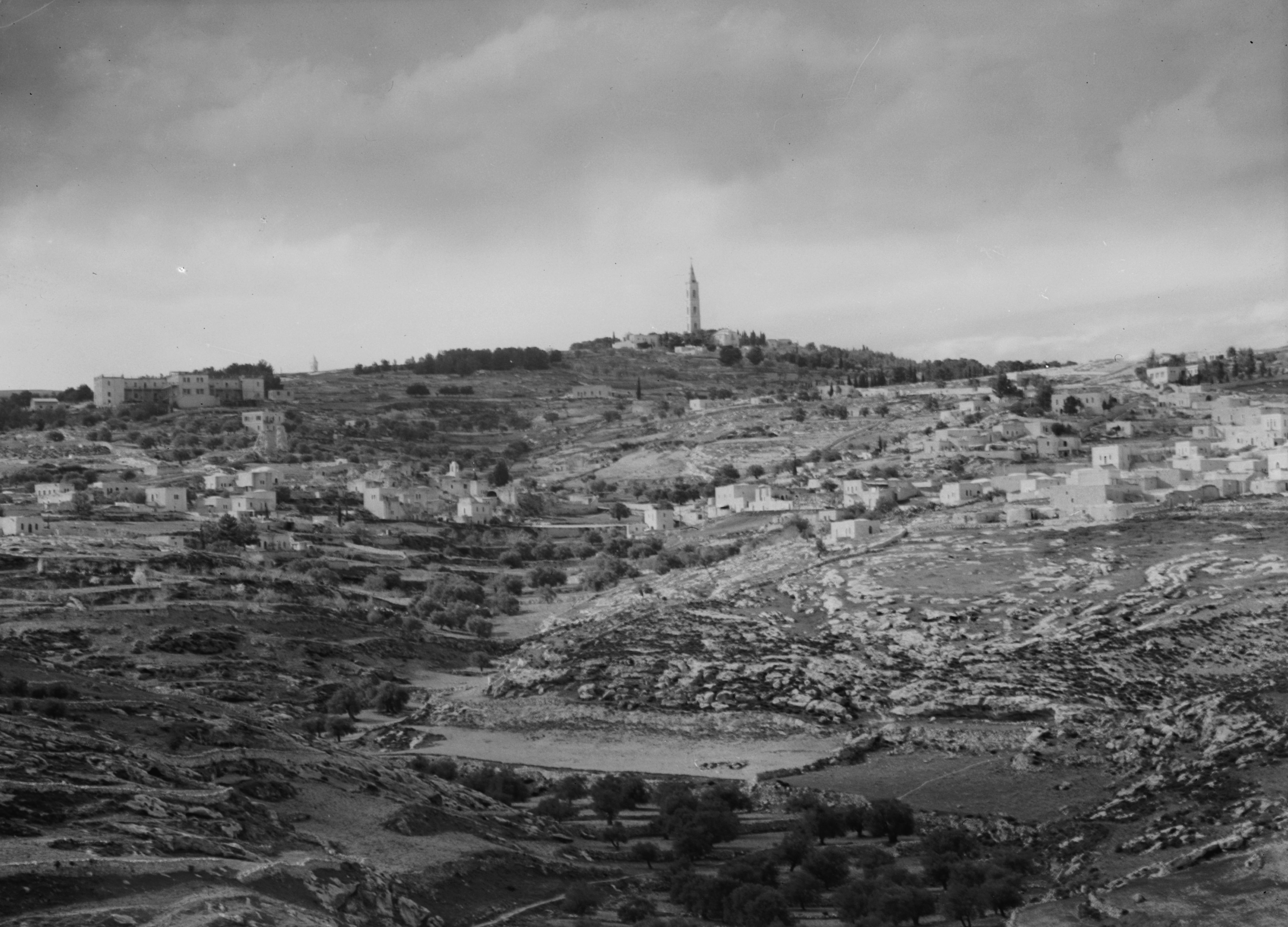
أبو ديس والعيزرية و جبل الزيتون عام 1940م

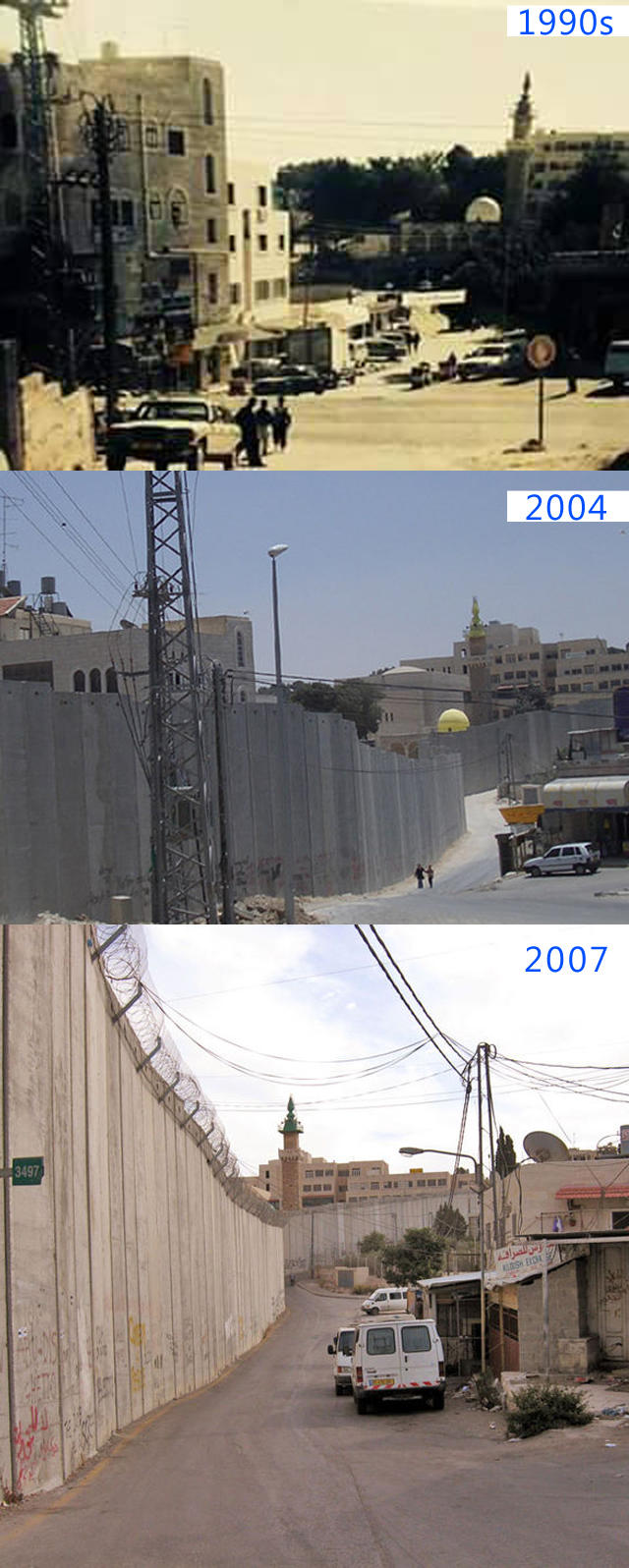
خط زمني لجدار الفصل العنصري لمنطقة رأس كبسة -الجزء الغربي من البلدة-، ~2كم من المسجد الأقصى.

أبوديس بلدة طاعنة في التاريخ لارتباطها في مدينة القدس صاحبة التاريخ الطويل، ولا بد للجيوش القادمة لمدينة القدس أن تمر بالبلدة. ولا يوجد دليل واضح لعمر البلدة وتأسيسها، وهناك أقوال أنها منذ العهد الروماني، أو حتى قبل ذلك.

### التسمية
هناك العديد من الروايات التي تحاول أن تقدّم تفسيراً لهذه التسمية، لإنه لم تقم أيّة محاولة جادة للتوثق تاريخياً من هذه الروايات والتحقق من مدى صحتها، ولأن بعضاً منها هو روايات شفوية يذكرها هذا اللسان ويكررها ذاك.[بحاجة لمصدر]
إن أهالي بلدة أبو ديس عندما يتحدثون عن سبب تسمية بلدتهم بهذا الاسم يذكرون ما يلي:
اسم أبو ديس له صلة وثيقة بعمل سكان البلدة، فكلمة ديس كلمة تركية الأصل تعني قش، وقد كان السكان قديما يأتون بالقش من مشارف البحر الميت، ومن غور الأردن، ويعملون منه الحصر الشعبية والتي كانت أجود من تلك التي كانت تصنع من سعف النخيل في بيت دجن، ويقول أصحاب هذا القول إن صناعة الحصر المصنوعة من هذا القش قد ازدهرت إزدهارا كبيرا، حيث كان لها مصنع يقع في مغارة الحصر في وسط أبو ديس وبهذا يكون معنى أبو ديس، أبو القش.
ويقال أن قرية أبو ديس تقوم على بقعة قرية (بيتا بوديسون) في العهد الروماني، ومنها أخذت البلدة اسمها الحالي، وقال آخرون إن أبو ديس من أصل لاتيني (بودني س) ومعناه خجول أو متواضع. وقال البعض إنها مشتقة من الكلمة اليونانية (DECA) ومعناها أم القرى العشرة نسبة إلى الخرب العشرة التي قامت أبوديس عليها وهي: (أبو سعد، أم الجمال، الخرايب، أبو الثيران، أبو حويلان، أم عبيد، أبو الصوان، المرصص، الرغابني، الزعرورة).[بحاجة لمصدر]

### العصور الوسطى ومقاومة الصليبيين
وأبوديس خاصرة القدس وبوابتها الشرقية الجنوبية، ونقطة التقاء بين شمال الضفة الغربية وجنوبها ومنطقة أريحا والاتصال مع الأردن، وقد عسكر فيها الناصر صلاح الدين الأيوبي عندما أطبق بجنده على القدس ليحررها من أيدي الصليبيين، ويقال أن «مسجد صلاح الدين» في البلدة الرئيسي مبني على المكان الذي عسكر وجلس فيه القائد المحرر صلاح الدين الأيوبي.

### الدولة العثمانية

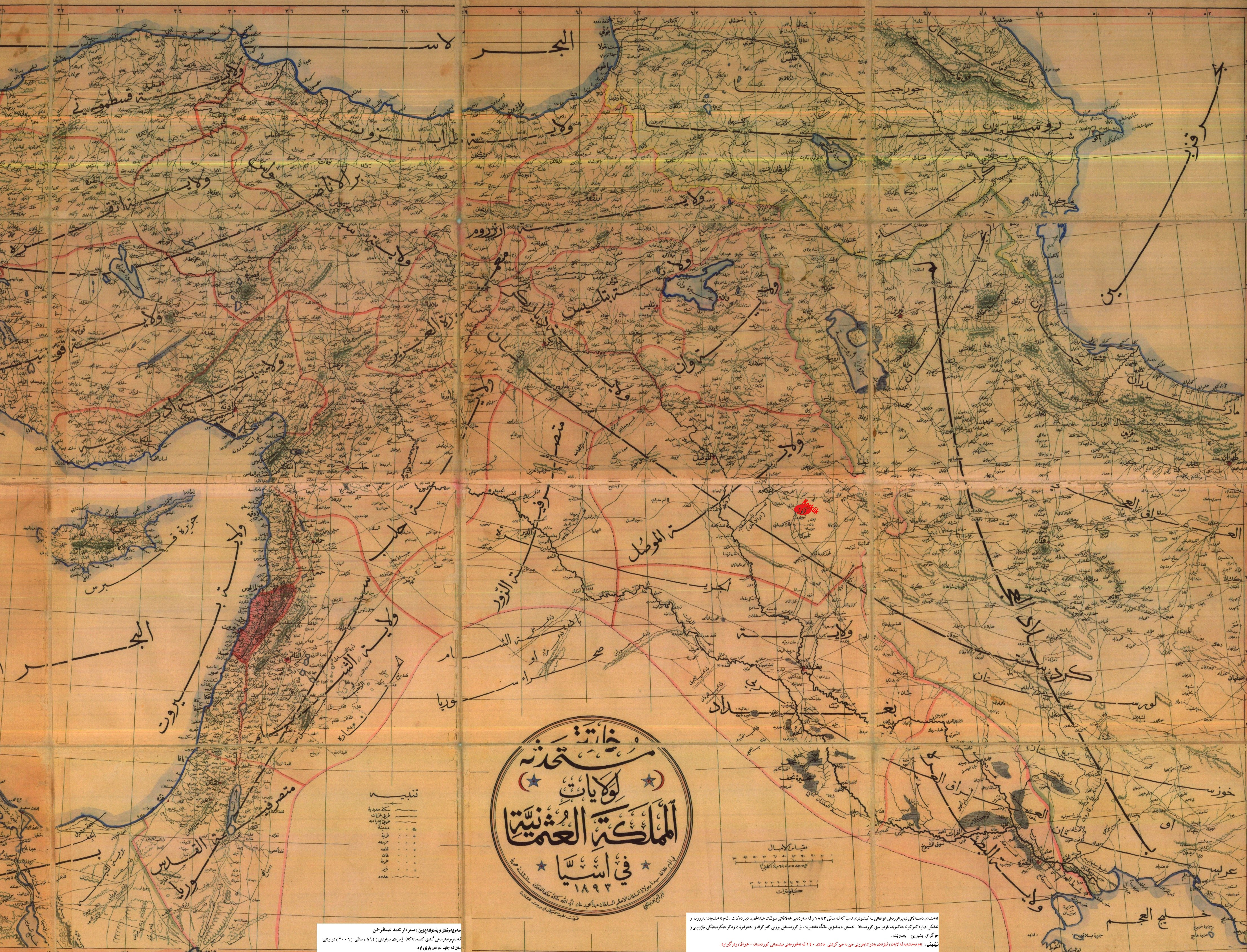
الولايات العثمانية، و أبوديس تتبع متصرفية القدس.

تبعت أبو ديس إلى الدولة العثمانية في عام 1517م مع كل فلسطين، وكانت تتبع متصرفية القدس.

### العصر الحديث ومقاومة الاحتلال الإسرائيلي
- عملية القدس الغربية المزدوجة

## جغرافيا

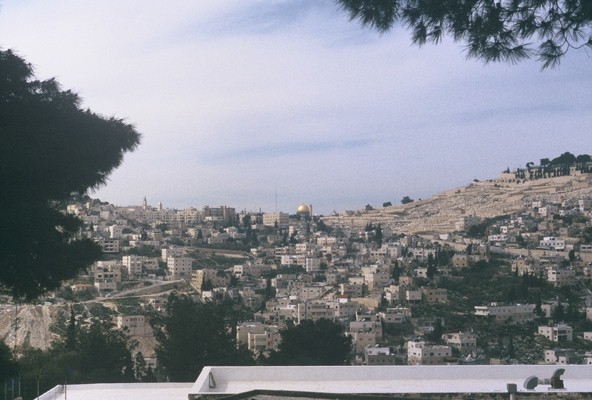
قبة الصخرة كما تشاهد من أبو ديس

بلدة أبوديس عبارة عن سلسلة من الجبال والوديان الخصبة التي تشكل قيعاناً صالحة للزراعة الشتوية والصيفية وتشتهر باللوزيات والزيتون وتعتمد على مياه الأمطار اعتماداً شبه كلي.
يحدها من الشمال جبل الزيتون وبلدة العيزرية، ومن الغرب رأس العامود وسلوان والمسجد الاقصى، ومن الشرق مستوطنة معاليه أدوميم المُقامة على أراضي البلدة، والخان الأحمر حتى تتصل إلى البحر الميت، ومن الجنوب السواحرة الشرقية، ومن الجنوب الغربي السواحرة الغربية وجبل المكبر وسلوان.
لذا فإن هذا الموقع الجغرافي الفريد كضاحية من ضواحي القدس، والمكانة الروحية الكبيرة، أوجد لها مكانة خاصة لدى الفلسطينيين، إضافة إلى كونها جزءاً من الضفة الغربية التي احتلت عام 1967 وجزءاً من أي عملية مؤثرة بالقدس الشرقية كعاصمة للدولة الفلسطينية.

## الجدار الفاصل والاحتلال

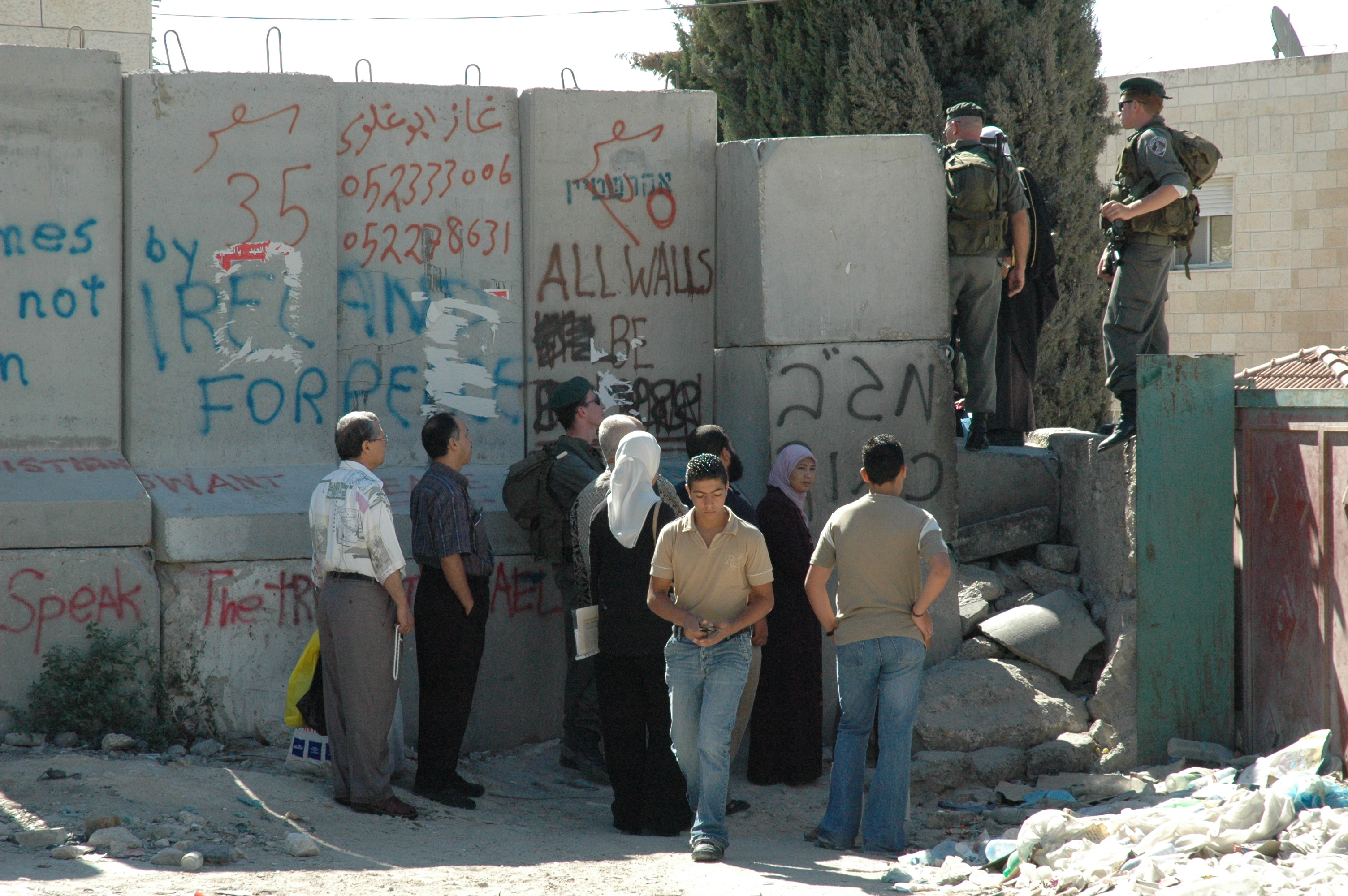
جنود صهاينه من حرس الحدود الإسرائيلي يمنعون الفلسطينيين من تسلق جزء من جدار الفصل العنصري أثناء باؤه للوصول للقدس من البلدة، 2004

الاحتلال الصهيوني بدأ في اقامة الجدار العازل -يسميه الفلسطينيون الجدار العنصري ويسميه الاحتلال الإسرائيلي الحاجز الأمني- الذي يقيم حداً فاصلاً بين أبوديس والقدس، حيث يحرم أهلها الذين يرون منها قبة الصخرة المشرفة، ويسمعون من بيوتهم صوت الأذان في المسجد الأقصى من الصلاة في تلك البقعة أولى القبلتين، بل إن الجدار اخترقها وقسّم العائلات إلى قسمين واحد خلف الجدار والثاني أمام الجدار.
وفي عام 2009 أصدرت قوات الاحتلال الصهيوني قراراً بمصاردة أكثر من 500 دونم من أراضي أبو ديس، وذلك بهدف بناء الجدار العنصري في المنطقة الشرقية من أراضي البلدة، والذي يفصل منطقة جنوب شرق القدس عن باقي مناطق الضفة، ويفصل الضفة الغربية شمالها عن جنوبها ويزيد من الخناق المفروض على المنطقة.

### مستوطنة معاليه ادوميم
مستوطنة معاليه ادوميم مستوطنة إسرائيلية بالضفة الغربية. مقامة على أجزاء كبيرة من أراضي بلدتي العيزرية وأبوديس الفلسطينيتين، تقع على بعد 7 كيلومتر شرق مدينة القدس. بلغ عدد سكانها سنة 2013 نحو 39 ألف مستوطن وفي 2018 نحو 41 ألف مستوطن. أُسست المستوطنة سنة 1975 ويعتبرها الصهاينة اليوم ضاحية إسرائيلية للقدس. يعمل أغلب سكانها في مدينة القدس وتل ابيب.

## الأراضي
تبلغ مساحة أبوديس 30,000 دونما إن مساحة أبوديس تزيد عن 30 كم2 وقد قام الاحتلال الإسرائيلي بمصادرة الكثير من أراضيها لإقامة المستوطنات، وأشهرها مستوطنة «معالي أدوميم» والتي تُصنّف على أنها ثاني أكبر المستوطنات في الضفة الغربية وتمتد إلى حدود محافظة أريحا. كما قام الاحتلال الإسرائيلي بضم الجزء الغربي من أبوديس والذي يقدر بنحو 600 دونم إلى القدس منذ بدايات الاحتلال عام 1967م ضمن ما سموه القدس الكبرى، أما باقي البلدة فقد الحق بالإدارة المدنية الإسرائيلية ويمر من أراضي البلدة جدار الفصل العنصري.

## الاستيطان
ذكر رئيس المجلس المحلي في أبو ديس، وعضو لجنة مقاومة الجدار والاستيطان عادل صلاح أن «الاحتلال أغلق ما مجموعة 26 ألف دونم من أصل 30 ألف دونم المساحة الإجمالية لبلدة أبو ديس، وذلك بموجب القرارات العسكرية التعسفية وجدار الفصل العنصري، وأبقى فقط على المناطق الضيقة والقائمة التي يتواجد فيها السكان».
أسفر عن هذه القرارات إقامة عدة مستوطنات من بينها، كيدار، وكيدار 1، وكيدار 2، ومعاليه أدوميم، ومن ثم تم توسيعها.
وفي عام 2013 كانت قد أعلنت سلطات الاحتلال الصهيوني عن وضع اليد ومصادرة المئات من الدونمات من أراضي بلدة أبو ديس شرقي القدس المحتلة.
وذكر المحامي بسام بحر رئيس لجنة الدفاع عن الأراضي ومقاومة الاستيطان في أبوديس أن ما تسمى بـ "الإدارة المدنية" الصهيونية أصدرت أوامر جديدة من أجل مصادرة ووضع اليد على أراضي بلدة أبوديس في الجهة الشرقية، بهدف توسيع حي الجهالين المقام حاليّاً على أراضي أبوديس.
يذكر أن المشروع الاستيطاني الجديد يستهدف ترحيل آلاف العائلات البدوية من المناطق المحيطة بمستوطنات معاليه أدوميم، وكيدار، وميشور أدوميم، وكافة المناطق المحيطة بمدينة القدس، وكذلك ترحيل العائلات البدوية التي تسكن بالقرب من منطقة الخان الأحمر لإقامة حي استيطاني جديد في منطقة «ميشور أدوميم»، والذي كان قد أشير إليه في الصحف العبرية.
يذكر أن هذا المشروع التهويدي بدأ العمل فيه منذ العام 1997، واستمر على مراحل عدة، تم خلالها ترحيل المئات من العائلات البدوية إلى منطقة أبوديس، وتوطينهم فيها، واعُتبر القرار بتوطين البدو في أراضي أبوديس طعنة بقرار عودة اللاجئين، حيث أن هؤلاء البدو لاجئون من منطقة السبع، وكان الأجدر إعادتهم إلى أراضيهم التي هجروا منها في السابق، وليس توطينهم على أراض مملوكة ملكية خاصة، واعتبر القرار الصهيوني مخالفاً لكافة القوانين والأعراف الدولية وحقوق الإنسان.
وبعد عدة أشهر من إعلان سلطات الاحتلال الصهيوني عن وضع اليد ومصادرة المئات من الدونمات من أراضي بلدة أبو ديس شرقي القدس المحتلة أصدرت سلطات الاحتلال الصهيوني قراراً جديداً بترحيل الآلاف من بدو محافظة القدس إلى مخيم قريب من مكب للنفايات شرق بلدة أبو ديس، وتجميعهم هناك، داخل مخيم كان يقيم فيه أكثر من ثلاثة آلاف نسمة من أبناء عرب الجهالين، كانوا رحلوا من منطقة سكناهم في عامي97 و98، بعد ترحيلهم من مناطق سكناهم الأصلية في تل عراد بالنقب عشية النكبة قبل أكثر من 60 عاماً.
وذكر سليمان مزارعة أحد الناشطين والمدافعين عن حقوق عرب الجهالين أن «خطوة كهذه ستقضي على المقومات الاقتصادية للعائلات البدوية في تلك المنطقة، إضافة إلى ما ستلحقه من نتائج على عادات وتقاليد البدو وثقافتهم التي نشأوا عليها قروناً طويلة، وما ستسببه من مشكلات اجتماعية، ومن تصادم واشتباك مع أصحاب الأراضي الشرعيين من أبناء بلدة أبوديس، والتي ستصادر مساحات من أراضيهم لهذا الغرض».

## منشآت ومؤسسات
أقيم على أراضيها العديد من المؤسسات الفلسطينية المهمة مثل: جامعة القدس، ومدرسة المعهد العربي- حيث تبرع أهالي البلدة بأراضي الجامعة والمدرسة-، ومؤسسة إحياء التراث والبحوث الإسلامية- وهي أكبر دار من دور الأرشيف المختصة في تراث وتاريخ فلسطين بشكل عام والقدس بشكل خاص-، ونادي شباب ابوديس ويضم العديد من النشاطات الرياضية مثل كرة القدم والتنس والمبارزة والكراتيه وغيرها، وجمعية الشبان المسلمين سابقاً، وجمعية انعاش القرية، والمجلس التشريعي الفلسطيني (غير كامل البناء منذ 1996)، وقيادة الشرطة الفلسطينية لمحافظة القدس، وجمعية الأمل الخيرية، وجمعية نهضة أبوديس، وجمعية الصداقة كامدن أبوديس، وعدد من الوزارات الحكومية، ومركز الدفاع المدني الفلسطيني في منطقة جنوب شرق القدس، وشركة سجاير القدس.
تضم أبوديس العديد من المنشآت التعليمية أهمها، جامعة القدس (أكبر مؤسسة تعليمية فلسطينية في القدس)، ومدرسة المعهد العربي، ومدرسة بنات ابوديس الثانوية، وتعتبر هاتين المدرستين من أفضل مدارس محافظة القدس. ومدرسة ذكور أبوديس الثانوية، ومدرسة ابوديس الأساسية، ومدرسة وكالة الغوث، وغيرها.

## السكان

### شخصيات بارزة
حسام الدين عفانة، محمد خليل محسن، أحمد قريع، صائب عريقات، واصف عريقات، خالد عريقات

### شهداء
قضى العديد من أبناء البلدة شهداء ومنهم (أبجدياً):
- الاستشهادي أسامة محمد عيد بحر -كتائب القسام- (12 يناير 2001 - 1422 هـ) - عملية القدس الغربية المزدوجة[7]
- بلال علي عفانة. (29 سبتمبر 2000 - 1421 هـ)[8]
- عبد الله بدر
- علي محمود صبّاح 1969
- علي عفانة
- فادي شعلان بحر (10 مايو 2004 - 1425 هـ)[9]
- مازن عربية (3 ديسمبر 2015 - 1437 هـ)[10]
- محمد نبيل درويش حلبية (23 يناير 2016 - 1437 هـ)[11]
- محمد بدر
- يوسف عباس كاشور
- محمد لافي
- مروان حلبية
- مريم عياد (21 سبتمبر 2008 - رمضان/1429 هـ)[12]
- ناصر محمد عريقات (12 سبتمبر 1998م - 1419 هـ)[13]
- الاستشهادي نبيل محمود حلبية -كتائب القسام- (12 يناير 2001 - 1422 هـ) - عملية القدس الغربية المزدوجة[7]
- هيثم عريقات (1989م)[14]
- يامن نافذ جفال (2006- 6 مارس 2022)[15]